# Quốc kỳ Ecuador
Quốc kỳ Ecuador (tiếng Tây Ban Nha: Bandera de Ecuador) chính thức được thông qua sử dụng vào ngày 26 tháng 9 năm 1860. Quốc kỳ của Ecuador bao gồm ba dải màu nằm ngang từ trên xuống là vàng, xanh lam và đỏ, tương tự như quốc kỳ Colombia và quốc kỳ Venezuela. Quốc kỳ Ecuador được thiết kế dựa trên lá cờ Đại Colombia của Francisco de Miranda.
Quốc kỳ Ecuador gồm ba dải màu trong đó dải màu vàng ở trên cùng chiếm 1/2 diện tích lá cờ, hai dải màu xanh lam và đỏ cùng chiếm 1/4 diện tích lá cờ. Cấu trúc này giống hệt với quốc kỳ Colombia. Ở trung tâm lá cờ là quốc huy của Ecuador. Màu vàng tượng trưng cho sự phì nhiêu của đất đai, màu xanh lam tượng trưng cho biển cả và bầu trời còn màu đỏ tượng trưng cho máu của những chiến sĩ ngã xuống vì nền độc lập của dân tộc.